# Accademia
A Accademia é um museu e galeria de arte especializada em arte pré-XIX em Veneza, Itália, situado na margem sul do Grande Canal. 

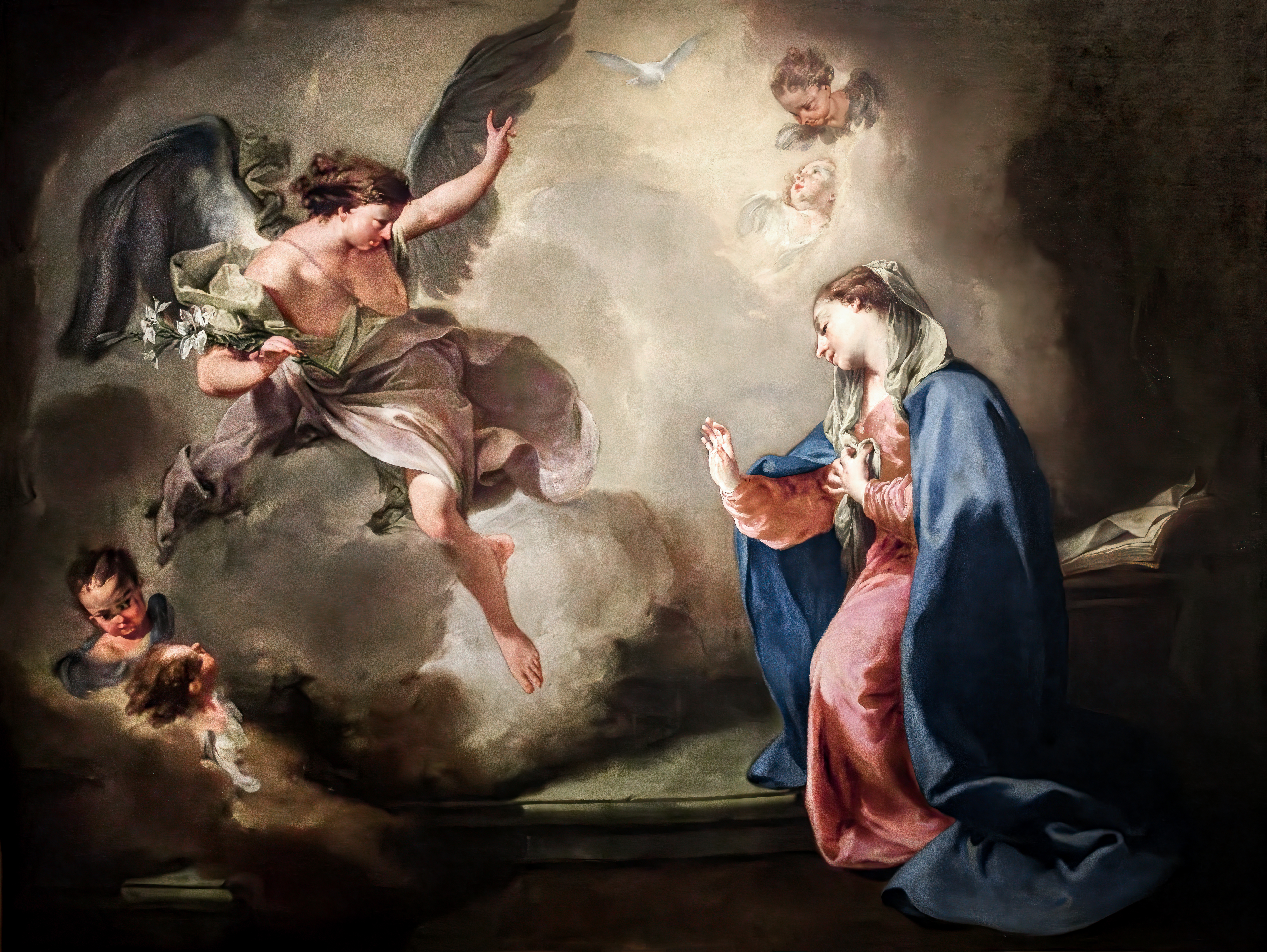
Anunciação (L'Annunciazione), 1757, de Giambattista Pittoni, 152×205 cm

## História
A L'Accademia di Belle Arti di Venezia foi fundada em 1750 pelo Senado Veneziano como sendo a escola de pintura, escultura e arquitetura de Veneza. É conhecida simplesmente como Accademia. Seu primeiro presidente foi Giambattista Piazzetta, junto com o conselheiro Giambattista Pittoni. A intenção era reproduzir a mesma Accademia que já existia em outras cidades, como Roma (Accademia di San Luca), Milão e Bolonha (Accademia Clementina). Foi a primeira instituição a estudar a restauração de obras de arte em 1777. Entre seus professores estiveram Tiepolo, Hayez, Arturo Martini, Carlo Scarpa  e Emilio Vedova.
A Accademia apresenta obras de vários artistas, entre eles: Giambattista Tiepolo, Giovanni Battista Pittoni, Tintoretto, Tiziano,  Vasari, Leonardo da Vinci, Gentile Bellini, Giovanni Bellini, Bernardo Bellotto, Canaletto, Carpaccio, Rosalba Carriera, Cima da Conegliano, Fetti, Luca Giordano, Francesco Guardi, Giorgione, Johann Liss, Charles Le Brun, Pietro Longhi, Lorenzo Lotto, Mantegna, Michele Marieschi, Antonello da Messina, Piazzetta, Preti,Veronese (Paolo Caliari), Alvise Vivarini e Giuseppe Zais.